# Yên Lãng (huyện)
Yên Lãng là một huyện cũ thuộc tỉnh Vĩnh Phúc, sau là một huyện của tỉnh Vĩnh Phú và sau này là huyện Mê Linh thuộc thành phố Hà Nội.

## Địa lý
Huyện Yên Lãng có vị trí địa lý:
- Phía bắc giáp huyện Phổ Yên, tỉnh Thái Nguyên
- Phía nam giáp huyện Đan Phượng, tỉnh Hà Đông (ranh giới là sông Hồng)
- Phía đông giáp huyện Đông Anh, thành phố Hà Nội
- Phía tây giáp huyện Yên Lạc.

## Lịch sử
Ngược dòng lịch sử, đất Yên Lãng thời Hùng Vương thuộc huyện Phong Châu; thời Hán (206 TCN – 253 SCN) thuộc huyện Chu Diên; thời Ngô (năm 220 – 280) thuộc quận Tân Hưng; thời Tấn (337 – 420) quận Tân Hưng đổi là quận Tân Xương; thời Tùy (581 – 618) thuộc Châu Phong và quận Giao Chỉ; thời Đường (618 – 907) thuộc Phong Châu đô đốc phủ đạo Lĩnh Nam. Dưới các Vương triều phong kiến Việt Nam, huyện Mê Linh thuộc lộ Tam Giang, phủ Tam Đới, thời Lê thuộc trấn Sơn Tây. Từ năm 1831, sau một cuộc cải cách hành chính thì huyện Mê Linh là huyện Yên Lãng, phủ Tam Đới, tỉnh Sơn Tây.
Huyện Yên Lãng, (nay thuộc huyện Mê Linh, Hà Nội, và các huyện Mê Linh, Đông Anh Hà Nội), gồm 9 tổng: tổng Yên Lãng (cấp làng xã gồm: Yên Lãng, Xuân Lãng, Tuyền Mỹ, Lý Nhân, Mộ Đạo, Can Bì, Hợp Lễ, Lý Hải, Thái Lai), tổng Kim Đà (cấp làng xã gồm: Kim Đà, Hoàng Xá, Văn Quán, Khê Ngoại, Đông Cao), tổng Hạ Lôi (cấp làng xã gồm: Hạ Lôi, Lục Trì, Đại Bối, Đường Lệ, Văn Lôi, Cư Triền, Nam Cường, Nội Động), tổng Hương Canh (cấp làng xã gồm: Hương Canh (nay là thị trấn Hương Canh huyện Bình Xuyên, Vĩnh Phúc), Ngọc Canh, Tiên Hàng, Quất Lưu (nay thuộc huyện Bình Xuyên Vĩnh Phúc), Vị Nội, Vị Trù, Nội Phật, Ngoại Trạch), tổng Bạch Trữ (cấp làng xã gồm: Bạch Trữ, Đạm Nội, Nhuế Khúc, Đạm Xuyên, Tháo Miếu, Thịnh Kỳ, Đông Lỗ, Kim Tuyến), tổng Thiên Lộc (Đa Lộc) (cấp làng xã gồm: Thiên Lộc (Đa Lộc), Thiên Dưỡng, Trung Hậu, Yên Nhân, Do Nhân, Trang Việt; nay là phần đất thuộc các xã Tráng Việt (Trang Việt), Tiên Phong huyện Mê Linh, xã Kim Chung (Đa Lộc, Thiên Dưỡng-Trung Hậu (Hậu Dưỡng)) huyện Đông Anh Hà Nội), tổng Quải Mai (sau đổi là Sáp Mai) (cấp làng xã gồm: Quải Mai, Mai Châu, Đại Độ (Đại đội), Đại Đồng, Mạch Lũng; nay thuộc các xã Đại Mạch (Đại Đồng, Mạch Lũng, Mai Châu), Võng La (Quải Mai (Sáp Mai), Đại Độ (Đại đội)) huyện Đông Anh Hà Nội), tổng Hải Bối (cấp làng xã gồm: Hải Bối, Cổ Điển, Uy Nỗ Hạ (Kim Nỗ), Đồng Nhân, Tàm Xá, Yên Hà, Thọ Đồi (Thọ Đa); nay là phần đất thuộc các xã Hải Bối (Hải Bối, Cổ Điển, Đồng Nhân, Yên Hà), Kim Nỗ (Kim Nỗ, Thọ Đa), Tầm Xá(Tàm Xá) của huyện Đông Anh Hà Nội), tổng Võng La (cấp làng xã gồm: Võng La, Canh Tác, Canh Vân, Công Ngư; nay thuộc xã Võng La huyện Đông Anh).
Năm 1901, huyện Yên Lãng thuộc tỉnh Phù Lỗ, năm 1904 thuộc tỉnh Phúc Yên. Đầu thế kỷ XX, Yên Lãng là phủ có 9 tổng 55 làng. Từ năm 1950, khi 2 tỉnh Vĩnh Yên và Phúc Yên hợp nhất thành tỉnh Vĩnh Phúc, huyện Yên Lãng thuộc tỉnh Vĩnh Phúc. Từ năm 1955 – 1960, thị xã Phúc Yên được tái lập và là tỉnh lị của tỉnh Vĩnh Phúc. Từ sau năm 1960, tỉnh lỵ Vĩnh Phúc chuyển về thị xã Vĩnh Yên. Năm 1961, xã Kim Chung được chuyển về huyện Đông Anh của Hà Nội theo Nghị quyết của Quốc hội khóa II nước Việt Nam Dân chủ Cộng hòa. Phúc Yên vẫn là thị xã, cho đến tháng 10-1976 trở thành thị trấn thuộc huyện Yên Lãng theo Quyết định số 97 ngày 26/6/1976 của Hội đồng Chính phủ.
Từ ngày 5 tháng 7 năm 1977, huyện Yên Lãng hợp nhất với huyện Bình Xuyên thành huyện Mê Linh.
Sau nhiều lần điều chỉnh địa giới hành chính, huyện Yên Lãng cũ gần tương ứng với huyện Mê Linh, thành phố Hà Nội ngày nay.

## Hành chính
Huyện Yên Lãng có 17 đơn vị hành chính cấp xã trực thuộc, bao gồm thị trấn Phúc Yên và 16 xã: Chu Phan, Đại Thịnh, Hoàng Kim, Liên Mạc, Mê Linh, Tam Đồng, Thạch Đà, Thanh Lâm, Tiền Châu, Tiền Phong, Tiến Thắng, Tiến Thịnh, Tráng Việt, Tự Lập, Văn Khê, Vạn Yên.